# Джунаид, Хаваджа
Хаваджа Мухаммад Джунаид (англ. Khawaja Muhammad Junaid, 14 апреля 1966) — пакистанский хоккеист (хоккей на траве), полузащитник, тренер. Бронзовый призёр летних Олимпийских игр 1992 года, чемпион летних Азиатских игр 1990 года, бронзовый призёр летних Азиатских игр 1994 года.

## Биография
Хаваджа Джунаид родился 14 апреля 1966 года.
Играл в хоккей на траве за Пакистанскую таможню из Карачи.
В 1992 году вошёл в состав сборной Пакистана по хоккею на траве на летних Олимпийских играх в Барселоне и завоевал бронзовую медаль. Играл на позиции полузащитника, провёл 7 матчей, мячей не забивал.
В 1990 году завоевал золотую медаль хоккейного турнира летних Азиатских игр в Пекине, в 1994 году — бронзу на летних Азиатских играх в Хиросиме.
В 1987—1995 годах провёл за сборную Пакистана 171 матчей, забил 6 мячей.
По окончании игровой карьеры стал тренером. В 2012 году возглавлял сборную Пакистана на хоккейном турнире летних Олимпийских игр в Лондоне, где она заняла 7-е место.

## Семья
Отец Хаваджи Джунаида Мухаммад Аслам (1922—2019) занимался лёгкой атлетикой, в 1952 году выступал на летних Олимпийских играх в Хельсинки.